# Стегримово
Стегримово — деревня в Смоленской области России, в Монастырщинском районе. Расположена в западной части области в 13 км к северу от Монастырщины, у автодороги Монастырщина — Смоленск, на берегу реки Бычок. Население — 216 жителей (2007 год). Входит в состав Соболевского сельского поселения.

## История
В списке населённых мест Смоленской губернии 1859 года упоминается Стегримово как деревня, в которой проводился базар.
место сбора (стягивания в одну точку сбора) под стягами (боевыми флагами) смоленской дружины на пути в Киев. Место торжественной встречи с боярами и епископом смоленского князя, возвращавшегося из Киева через Мстиславль — «в поприще от града Смоленеска». Здесь проходила древнейшая на Руси дорога от радимичь по Сожу к Старому Смоленску (Великограду-Гнездову). Местность относится к самой платёжеспособной волости «Верхсжавлян Великих» (верх реки Сжа, так в старину назывался Сож). Судя по названию, село было воинским и принадлежало дружинникам Смоленского князя. Именно здесь произошло стояние татар в нерешительности нападения на Смоленск. Предположительно здесь же на Мощиновской горке произошла битва смолян с татарами (Павловский А. Т.)

## Экономика
Средняя школа, сельхозпредприятие «Стегримово».
«Вержавлян великих» — от верх Сжа (река Сож) верх или исток реки Сжа (Сож) позднее стал называться Верхсжа, позднее Верха, и ещё позднее Вихра.
«А вытекала река Сжа от Смоленеска» записано в летописи. Поскольку верх река Сжа (Сож)
это нынешняя Вира и вытекает она от нынешнего Гнездова, следовательно, Гнездово и есть старый Смоленск. И именно здесь старые курганы. И старая дорога от старого Смоленска и новая дорога от Нового (нынешнего Смоленска) на Киев соединялись в Стегримово (стягивались воедино).
(Павловский А. Т.)